# Palau d'Ajuda

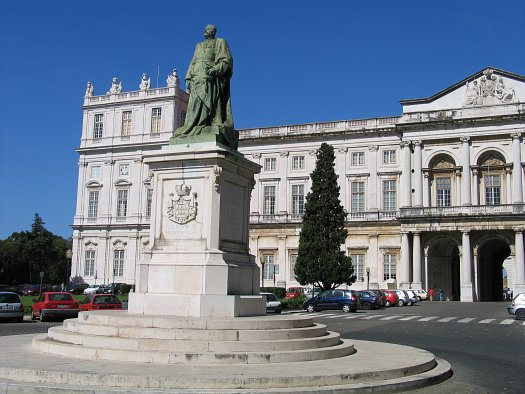
El Palau d'Ajuda

El Palau d'Ajuda és una residència d'estil neoclàssic emprada per la Família Reial portuguesa al llarg del segle xix esdevenint arran de la proclamació de la República l'any 1910 en un museu històric.
Està situat a l'emplaçament d'un palau més antic fet de fusta, construït per allotjar la família reial de manera temporal, després de la destrucció del Palau de Ribeira durant el terratrèmol de Lisboa de 1755. L'edifici actual es va començar a construir a començaments de 1802, després de l'incendi de l'anterior el 1794, que va destruir completament l'estructura.
És en aquest moment que la reina Maria I de Portugal i posteriorment el rei Joan VI de Portugal, fill de Maria, ordenaren la construcció d'una residència palatina al centre de Lisboa. Per tal encàrrec es nomenà Manuel Caetano de Sousa arquitecte encàrrec de l'esmentada construcció. Caetano de Sousa planificà la construcció d'un palau emmarcat en el barroc-rococó més tardà.
L'any 1802 el projecte passà a mans de l'arquitecte portuguès José de Costa e Silva i de l'arquitecte italià Francisco Xavier Fabri qui variaren el projecte cap a un estil eminentment neoclàssic. Malgrat tot, la fugida de la Família Reial portuguesa cap al Brasil l'any 1807 escapant de les tropes de Napoleó Bonaparte provocaren un considerablement enderrariment del projecte palatí.
El retorn de la Família reial feu reprendre el projecte sota la tutela de António Francisco Rosa malgrat que la mancances de finançament que aviat aparegueren provocaren la reducció del projecte inicial.
No fou fins al regnat del rei Lluís I de Portugal, fill de la reina Maria II de Portugal, que el Palau d'Ajuda esdevingué centre de la vida privada de la família reial i de la cort portuguesa. Després de la mort del rei Lluís, l'any 1889, esdevingué la residència de la reina vídua Maria Pia d'Itàlia. Durant aquest període, l'arquitecte Possidónio da Silva va introduir canvis en les principals façanes.
Amb la proclamació de la república portuguesa l'any 1910, el Palau d'Ajuda esdevingué un museu d'històric que roman obert al públic i en el qual hom hi pot observar l'estil de vida de la família reial portuguesa a finals del segle xix.